# Phoenix Bologna
I Phoenix Bologna sono stati una squadra di football americano di San Lazzaro di Savena e Bologna, attiva negli anni '80 e '90 del XX secolo. Vantano 3 partecipazioni al Superbowl italiano e due vittorie.

## Palmarès
- 2 Superbowl (1996, 1997)
- 1 Youngbowl (1996)

## Dettaglio stagioni

### Tornei nazionali

#### Campionato

##### Serie A/A1
| Stagione | regular season | regular season | regular season | regular season | regular season | regular season | playoff | playoff | playoff | playoff | playoff | playoff          | playoff         |
|          | Vin            | Par            | Per            | Tot            | PF             | PS             | Vin     | Per     | Tot     | PF      | PS      | risultato        | avversaria      |
| -------- | -------------- | -------------- | -------------- | -------------- | -------------- | -------------- | ------- | ------- | ------- | ------- | ------- | ---------------- | --------------- |
| 1990     | 0              | 1              | 11             | 12             | 202            | 482            | -       | -       | -       | -       | -       | -                | -               |
| 1991     | 6              | 0              | 3              | 9              | 303            | 300            | 2       | 1       | 3       | 102     | 105     | Superbowl        | Giaguari Torino |
| 1992     | 7              | 0              | 5              | 12             | 291            | 300            | 1       | 1       | 2       | 49      | 55      | Quarti di finale | Chiefs Ravenna  |
| 1993     | 3              | 1              | 6              | 10             | 250            | 285            | 1       | 1       | 2       | 78      | 71      | Quarti di finale | Gladiatori Roma |
| 1994     | 3              | 0              | 7              | 10             | 172            | 203            | -       | -       | -       | -       | -       | -                | -               |
| 1995     | 8              | 0              | 4              | 12             | 365            | 260            | 1       | 1       | 2       | 52      | 39      | Semifinale       | Gladiatori Roma |
| 1996     | 12             | 0              | 0              | 12             | 479            | 144            | 2       | 0       | 2       | 60      | 54      | Campioni         | Gladiatori Roma |
| 1997     | 10             | 0              | 0              | 10             | 323            | 98             | 2       | 0       | 2       | 80      | 71      | Campioni         | Frogs Legnano   |
| 1998     | 6              | 0              | 4              | 10             | 296            | 167            | 1       | 1       | 2       | 45      | 59      | Semifinale       | Frogs Legnano   |
| Totale   | 55             | 2              | 40             | 97             | 2681           | 2239           | 10      | 5       | 15      | 466     | 454     |                  |                 |

Fonte: Enciclopedia del Football - A cura di Roberto Mezzetti

##### Serie A2/B
| Stagione | regular season | regular season | regular season | regular season | regular season | regular season | playoff | playoff | playoff | playoff | playoff | playoff             | playoff       |
|          | Vin            | Par            | Per            | Tot            | PF             | PS             | Vin     | Per     | Tot     | PF      | PS      | risultato           | avversaria    |
| -------- | -------------- | -------------- | -------------- | -------------- | -------------- | -------------- | ------- | ------- | ------- | ------- | ------- | ------------------- | ------------- |
| 1988     | 2              | 0              | 6              | 8              | 85             | 132            | -       | -       | -       | -       | -       | -                   | -             |
| 1989     | 5              | 0              | 3              | 8              | 163            | 125            | 2       | 1       | 3       | 77      | 66      | Ottavi di finale A1 | Rhinos Milano |
| Totale   | 7              | 0              | 9              | 16             | 228            | 257            | 2       | 1       | 3       | 77      | 66      |                     |               |

Fonte: Enciclopedia del Football - A cura di Roberto Mezzetti

##### Serie C
| Stagione | regular season | regular season | regular season | regular season | regular season | regular season | playoff | playoff | playoff | playoff | playoff | playoff     | playoff    |
|          | Vin            | Par            | Per            | Tot            | PF             | PS             | Vin     | Per     | Tot     | PF      | PS      | risultato   | avversaria |
| -------- | -------------- | -------------- | -------------- | -------------- | -------------- | -------------- | ------- | ------- | ------- | ------- | ------- | ----------- | ---------- |
| 1986     | 2              | 2              | 4              | 8              | 111            | 108            | -       | -       | -       | -       | -       | -           | -          |
| 1987     | 7              | 0              | 0              | 7              | 194            | 53             | -       | -       | -       | -       | -       | Co-Campioni | -          |
| Totale   | 9              | 2              | 4              | 15             | 305            | 161            |         |         |         |         |         |             |            |

Fonte: Enciclopedia del Football - A cura di Roberto Mezzetti

#### Coppa Italia
| Stagione | regular season | regular season | regular season | regular season | regular season | regular season | playoff | playoff | playoff | playoff | playoff | playoff          | playoff        |
|          | Vin            | Par            | Per            | Tot            | PF             | PS             | Vin     | Per     | Tot     | PF      | PS      | risultato        | avversaria     |
| -------- | -------------- | -------------- | -------------- | -------------- | -------------- | -------------- | ------- | ------- | ------- | ------- | ------- | ---------------- | -------------- |
| 1993     | -              | -              | -              | -              | -              | -              | 0       | 1       | 1       | 14      | 18      | Ottavi di finale | Aquile Ferrara |
| Totale   | -              | -              | -              | -              | -              | -              | 0       | 1       | 1       | 14      | 18      |                  |                |

Fonte: Enciclopedia del Football - A cura di Roberto Mezzetti

#### Altri tornei
| Stagione | regular season | regular season | regular season | regular season | regular season | regular season | playoff | playoff | playoff | playoff | playoff | playoff              | playoff    |
|          | Vin            | Par            | Per            | Tot            | PF             | PS             | Vin     | Per     | Tot     | PF      | PS      | risultato            | avversaria |
| -------- | -------------- | -------------- | -------------- | -------------- | -------------- | -------------- | ------- | ------- | ------- | ------- | ------- | -------------------- | ---------- |
| FAI 1993 | -              | -              | -              | -              | -              | -              | 1+?     | ?       | 2       | ?       | ?       | Finalisti o campioni | ?          |
| Totale   | -              | -              | -              | -              | -              | -              | 1+?     | ?       | 2       | ?       | ?       |                      |            |

Fonte: Enciclopedia del Football - A cura di Roberto Mezzetti

### Tornei giovanili

#### Under-21
| Stagione | regular season | regular season | regular season | regular season | regular season | regular season | playoff | playoff | playoff | playoff | playoff | playoff           | playoff         |
|          | Vin            | Par            | Per            | Tot            | PF             | PS             | Vin     | Per     | Tot     | PF      | PS      | risultato         | avversaria      |
| -------- | -------------- | -------------- | -------------- | -------------- | -------------- | -------------- | ------- | ------- | ------- | ------- | ------- | ----------------- | --------------- |
| 1990     | ?              | ?              | ?              | ?              | ?              | ?              | ?       | ?       | ?       | ?       | ?       | ?                 | ?               |
| 1991     | ?              | ?              | ?              | ?              | ?              | ?              | -       | -       | -       | -       | -       | -                 | -               |
| 1992     | ?              | ?              | ?              | ?              | ?              | ?              | -       | -       | -       | -       | -       | -                 | -               |
| 1993     | ?              | ?              | ?              | ?              | ?              | ?              | ?       | ?       | ?       | ?       | ?       | ?                 | ?               |
| 1994     | ?              | ?              | ?              | ?              | ?              | ?              | ?       | ?       | ?       | ?       | ?       | ?                 | ?               |
| 1996     | ?              | ?              | ?              | ?              | ?              | ?              | 1+?     | 0       | 1+?     | 7+?     | 6+?     | Campioni d'Italia | Gladiatori Roma |
| Totale   | ?              | ?              | ?              | ?              | ?              | ?              | 1+?     | 0       | 1+?     | 7+?     | 6+?     |                   |                 |

Fonte: Enciclopedia del Football - A cura di Roberto Mezzetti

#### Under-20
| Stagione | regular season | regular season | regular season | regular season | regular season | regular season | playoff | playoff | playoff | playoff | playoff | playoff   | playoff         |
|          | Vin            | Par            | Per            | Tot            | PF             | PS             | Vin     | Per     | Tot     | PF      | PS      | risultato | avversaria      |
| -------- | -------------- | -------------- | -------------- | -------------- | -------------- | -------------- | ------- | ------- | ------- | ------- | ------- | --------- | --------------- |
| 1995     | 4              | 0              | 2              | 6              | 117            | 44             | 2       | 1       | 3       | 57      | 28      | Youngbowl | Gladiatori Roma |
| Totale   | 4              | 0              | 2              | 6              | 117            | 44             | 2       | 1       | 3       | 57      | 28      |           |                 |

Fonte: Enciclopedia del Football - A cura di Roberto Mezzetti

#### Under-18
| Stagione | regular season | regular season | regular season | regular season | regular season | regular season | playoff | playoff | playoff | playoff | playoff | playoff          | playoff        |
|          | Vin            | Par            | Per            | Tot            | PF             | PS             | Vin     | Per     | Tot     | PF      | PS      | risultato        | avversaria     |
| -------- | -------------- | -------------- | -------------- | -------------- | -------------- | -------------- | ------- | ------- | ------- | ------- | ------- | ---------------- | -------------- |
| 1997     | 3              | 0              | 3              | 6              | 127            | 153            | 1       | 0       | 1       | 20      | 48      | Quarti di finale | Giants Bolzano |
| Totale   | 3              | 0              | 3              | 6              | 127            | 153            | 1       | 0       | 1       | 20      | 48      |                  |                |

Fonte: Enciclopedia del Football - A cura di Roberto Mezzetti

### Tornei internazionali

#### European Football League (1986-2013)
| Stagione | regular season | regular season | regular season | regular season | regular season | regular season | playoff | playoff | playoff | playoff | playoff | playoff          | playoff               |
|          | Vin            | Par            | Per            | Tot            | PF             | PS             | Vin     | Per     | Tot     | PF      | PS      | risultato        | avversaria            |
| -------- | -------------- | -------------- | -------------- | -------------- | -------------- | -------------- | ------- | ------- | ------- | ------- | ------- | ---------------- | --------------------- |
| 1997     | -              | -              | -              | -              | -              | -              | 2       | 1       | 3       | 80      | 88      | Eurobowl         | Hamburg Blue Devils   |
| 1998     | -              | -              | -              | -              | -              | -              | 0       | 1       | 1       | 36      | 44      | Quarti di finale | Flash de La Courneuve |
| Totale   | -              | -              | -              | -              | -              | -              | 2       | 2       | 4       | 116     | 132     |                  |                       |

Fonte: Enciclopedia del Football - A cura di Roberto Mezzetti

### Riepilogo fasi finali disputate
| Anno | Luogo                 | Evento                       | Fase del torneo  | Incontro                                | Risultato |
| 1989 | Magenta               | Superbowl                    | Ottavi di finale | Rhinos Milano - Phoenix San Lazzaro     | 39 - 13   |
| 1991 | Monza                 | Superbowl                    | Finale           | Giaguari Torino - Phoenix San Lazzaro   | 38 - 16   |
| 1992 | Ravenna               | Superbowl                    | Quarti di finale | Chiefs Ravenna - Phoenix San Lazzaro    | 41 - 25   |
| 1993 | ?                     | Coppa Italia                 | Ottavi di finale | Phoenix San Lazzaro - Aquile Ferrara    | 14 - 18   |
| 1993 | Roma                  | Superbowl                    | Quarti di finale | Gladiatori Roma - Phoenix San Lazzaro   | 51 - 39   |
| 1993 | Bologna               | Torneo Football Arena Italia | Finale           | Runaways San Lazzaro - ?                | ? - ?     |
| 1995 | Genova                | Superbowl                    | Semifinale       | Gladiatori Roma – Phoenix Bologna       | 25 - 20   |
| 1995 | Roma                  | Youngbowl                    | Quarti di finale | Gladiatori Roma - Phoenix Bologna       | 14 - 6    |
| 1996 | Ancona                | Superbowl                    | Finale           | Gladiatori Roma - Phoenix Bologna       | 20 - 25   |
| 1996 | Ferrara               | Youngbowl                    | Finale           | Gladiatori Roma - Phoenix Bologna       | 6 - 7     |
| 1997 | Monza                 | Superbowl                    | Finale           | Frogs Legnano - Phoenix Bologna         | 35- 42    |
| 1997 | Stoccarda             | Eurobowl                     | Finale           | Hamburg Blue Devils - Phoenix Bologna   | 35 - 14   |
| 1997 | Bolzano               | Youngbowl                    | Quarti di finale | Giants Bolzano - Phoenix Bologna        | 48 - 20   |
| 1998 | San Lazzaro di Savena | Eurobowl                     | Quarti di finale | Phoenix Bologna - Flash de La Courneuve | 36 - 44   |
| 1998 | Legnano               | Superbowl                    | Semifinale       | Frogs Legnano – Phoenix Bologna         | 43 - 15   |

## MVP
- Dale Robert Fry, MVP del XVI Superbowl italiano
- James McDonagh, MVP del XVII Superbowl italiano

## Persone inserite nella Hall of Fame Italy
- Giorgio Longhi, runningback e coach, introdotto nel 2007
- Mario Panzani, wide receiver, introdotto nel 2019